# CD-nomenclatuur
De CD-nomenclatuur of CD-codering is een systeem om eiwitten op het oppervlak van witte bloedcellen (leukocyten) te benoemen. Het is een belangrijk classificatiesysteem in de immunologie, omdat CD-markers algemeen gebruikt worden om typen immuuncellen van elkaar te onderscheiden. CD is een afkorting van de Engelse term cluster of differentiation. Bekende CD-markers zijn CD4 en CD8 die voorkomen op respectievelijk helper-T-cellen en cytotoxische T-cellen. Fysiologisch gezien zijn CD-moleculen membraaneiwitten die meestal een functie hebben bij de signaaltransductie: het kunnen bijvoorbeeld receptormoleculen zijn, maar ook eiwitten die een rol spelen bij celadhesie.
CD-codering is niet alleen in onderzoek, maar ook bij medische toepassingen van groot belang. Antilichamen gericht tegen CD-markers worden bijvoorbeeld gebruikt om te onderzoeken welke immuuncelpopulaties voorkomen in een bloedmonster tijdens flowcytometrie, of bij immunofenotypering in de diagnostiek van leukemie of hiv.

## Nomenclatuur
De CD-nomenclatuur werd voorgesteld tijdens een internationale conferentie over menselijke leukocytdifferentiatie, die in 1982 in Parijs werd gehouden. Het systeem was bedoeld voor de classificatie van de vele verschillende monoklonale antilichamen die door verschillende laboratoria over de hele wereld werden gegenereerd tegen epitopen op de oppervlaktemoleculen van leukocyten. Sindsdien zijn er meer dan 370 unieke CD-clusters geïdentificeerd, niet alleen voor witte bloedcellen maar ook andere lichaamscellen. Een oppervlaktemolecuul krijgt pas een CD-nummer toegewezen zodra is aangetoond dat er twee specifieke monoklonale antilichamen aan dit molecuul binden.
In de immunologie worden celpopulaties vaak gedefinieerd op basis van de expressie van een bepaald oppervlaktemolecuul. Alle T-lymfocyten hebben bijvoorbeeld het eiwit CD3 op hun membraan. Men zegt dat deze cellen CD3-positief zijn (CD3+). Stamcellen in het beenmerg zijn bijvoorbeeld CD34+ en CD31–. Omdat de expressie vaak plastisch is, worden soms meerdere CD-codes gebruikt voor een zo nauwkeurig mogelijke omlijning van een bepaalde populatie.
De CD-codering is formeel voorbehouden aan eiwitten die op het celmembraan zitten. Dit houdt in dat intracellulaire eiwitten, zoals signaaltransductiemoleculen en transcriptiefactoren, zelfs wanneer ze min of meer specifiek tot expressie komen in cellen van het immuunsysteem, geen CD-code bezitten.

## Menselijke CD-markers
- CD1 presenteert lipiden, glycolipiden en kleine moleculen antigenen, van zowel endogene als pathogene eiwitten, aan T-cellen en activeren een immuunreactie.
- CD3 (CD3-D, -E, of -G): dit is een co-receptor die geassocieerd is met de T-cel receptor.
- CD4 een receptor voor de T-helpercel (CD4-T-cel), die zich kan hechten aan een MHC-II klasse receptor van een antigeen-presenterende cel (APC)
- CD8 een receptor voor de cytotoxische T-cel (CD8-T-cel, killer T-cel), die zich kan hechten aan een MHC-I klasse receptor van iedere menselijke cel (met uitzondering van de rode bloedcel)
- CD14 werkt als een co-receptor (samen met de Toll-like receptor TLR4 en MD-2) voor het waarnemen van bacteriële lipopolysacchariden
- CD20 zit als het antigeen op het celmembraan van B-cellen.
- CD28 een receptor van het co-stimulatoire signaal. De activatie van iedere T-cel vergt twee signalen. Een T-cel wordt anerg (reageert niet) indien de stimulans van deze tweede receptor niet plaatsvindt
- CD38 is cyclisch ADP-ribosehydrolase
- CD40 een co-receptor in B-cellen en dendritische cellen
- CD45 een receptor die alle leukocyten (witte bloedcellen, een T-cel is immers een witte bloedcel) hebben. Het is een belangrijke communicator voor de T-cel. Stimulatie kan leiden tot celgroei, proliferatie (celdeling, bijvoorbeeld door stimulans van interleukine-2 (IL-2)), maar ook: celdood. Het is onderdeel van de tyrosine-kinase-reactiepad (pathway), een essentiële intracellulaire reactie
- CD80/B7-1 is een B7, type I membraaneiwit in de immunoglobuline superfamilie, met een extracellulair immunoglobuline constant-achtig domein en een variabel-achtig domein dat nodig is voor receptorbinding.
- CD86/B7  Voor deze beide B7-receptoren geldt, dat ze zich niet op T-cellen bevinden. Het zijn de liganden van CD-28 (dat wil zeggen: het 'andere uiteinde' dat op de CD-28-receptor past). Deze receptor bevindt zich op APC's.
- CD184 is een CXC-chemokine-receptor.
- CD195 is een immuunreceptor die in het celmembraan van leukocyten voorkomt.